# Чемпионат Европы по борьбе 2003
В 2003 году чемпионат Европы по греко-римской борьбе проходил в Белграде (Сербия и Черногория), чемпионаты Европы по вольной борьбе среди мужчин и женщин в Риге (Латвия).

## Рейтинг команд
| Место | Греко-римская борьба | Греко-римская борьба | Вольная борьба | Вольная борьба | Женщины | Женщины |
| Место | Команда              | Очки                 | Команда        | Очки           | Команда | Очки    |
| ----- | -------------------- | -------------------- | -------------- | -------------- | ------- | ------- |
| 1     | Беларусь             | 50                   |                |                |         |         |
| 2     | Россия               | 44                   |                |                |         |         |
| 3     | Украина              | 40                   |                |                |         |         |
| 4     | Турция               | 36                   |                |                |         |         |
| 5     | Греция               | 30                   |                |                |         |         |
| 6     | Финляндия            | 23                   |                |                |         |         |

## Медалисты

### Греко-римская борьба (мужчины)
| Вес       | Золото                   | Серебро                        | Бронза                      |
| --------- | ------------------------ | ------------------------------ | --------------------------- |
| до 55 кг  | Мариан Санду (Румыния)   | Роман Амоян (Армения)          | Алексей Вакуленко (Украина) |
| до 60 кг  | Армен Назарян (Болгария) | Сурен Геворкян (Украина)       | Рустем Мамбетов (Россия)    |
| до 66 кг  | Шереф Эроглу (Турция)    | Армен Варданян (Украина)       | Сергей Кунтарев (Россия)    |
| до 74 кг  | Алексей Глушков (Россия) | Александр Кикинёв (Белоруссия) | Серкан Озден (Турция)       |
| до 84 кг  | Алексей Мишин (Россия)   | Левон Гегамян (Армения)        | Мухран Вахтангадзе (Грузия) |
| до 96 кг  | Рамаз Нозадзе (Грузия)   | Мирко Энглих (Германия)        | Давид Салдадзе (Украина)    |
| до 120 кг | Юха Ахокас (Финляндия)   | Михай Деак-Бардош (Венгрия)    | Ксенофон Куциумпас (Греция) |

### Вольная борьба (мужчины)
| Вес       | Золото                        | Серебро                       | Бронза                      |
| --------- | ----------------------------- | ----------------------------- | --------------------------- |
| до 55 кг  | Намик Абдуллаев (Азербайджан) | Амиран Карданов (Греция)      | Мавлет Батыров (Россия)     |
| до 60 кг  | Анатолий Гуйдя (Болгария)     | Ариф Кама (Турция)            | Петру Тоарка (Румыния)      |
| до 66 кг  | Ирбек Фарниев (Россия)        | Эльбрус Тедеев (Украина)      | Омер Чубукчу (Турция)       |
| до 74 кг  | Арпад Риттер (Венгрия)        | Александр Лайпольд (Германия) | Мурад Гайдаров (Белоруссия) |
| до 84 кг  | Реваз Миндорашвили (Грузия)   | Мамед Агаев (Армения)         | Вадим Лалиев (Россия)       |
| до 96 кг  | Хаджимурат Гацалов (Россия)   | Фатих Чакироглу (Турция)      | Вадим Тасоев (Украина)      |
| до 120 кг | Давид Мусульбес (Россия)      | Сергей Прядун (Украина)       | Алексей Модебадзе (Грузия)  |

### Вольная борьба (женщины)
| Вес      | Золото                       | Серебро                    | Бронза                            |
| -------- | ---------------------------- | -------------------------- | --------------------------------- |
| до 48 кг | Бригитта Вагнер (Германия)   | Лилия Каскаракова (Россия) | Анжелик Бертене (Франция)         |
| до 51 кг | Наталья Карамчакова (Россия) | Ида Хеллстрём (Швеция)     | Александра Энгельгардт (Германия) |
| до 55 кг | Наталья Гольц (Россия)       | София Пумпуриду (Греция)   | Сильвия Биленска (Польша)         |
| до 59 кг | Моника Михалик (Польша)      | Штефани Штубер (Германия)  | Ольга Крыгина (Украина)           |
| до 63 кг | Лене Онес (Норвегия)         | Никола Хартман (Австрия)   | Сара Эрикссон (Швеция)            |
| до 67 кг | Лиз Легран (Франция)         | Валерия Златова (Украина)  | Эвелина Прушко (Польша)           |
| до 72 кг | Анита Шецле (Германия)       | Катерина Галова (Чехия)    | Моника Ковальска (Польша)         |